# Селец
Селец (словац. Selec) — село, громада округу Тренчин, Тренчинський край. Кадастрова площа громади — 24.8 км². Протікає Селецький потік.
Населення 1010 осіб (станом на 31 грудня 2020 року).

## Історія
Селец згадується 1439 року.

## Населення
| Рік:            | 1994. | 2004.   | 2014.   | 2024.   |
| --------------- | ----- | ------- | ------- | ------- |
| Кількість осіб: | 904   | 957     | 1004    | 1007    |
| Різниця:        |       | +5,86 % | +4,91 % | +0,29 % |

| Рік:            | 2023. | 2024.   |
| --------------- | ----- | ------- |
| Кількість осіб: | 1004  | 1007    |
| Різниця:        |       | +0,29 % |